# Tempelbezirk von Khajuraho
Der Tempelbezirk von Khajuraho umfasst eine Gruppe von etwa 20 Tempeln im Zentrum und in der näheren Umgebung der Stadt Khajuraho im indischen Bundesstaat Madhya Pradesh. Sie zählen zum UNESCO-Welterbe.

## Geschichte

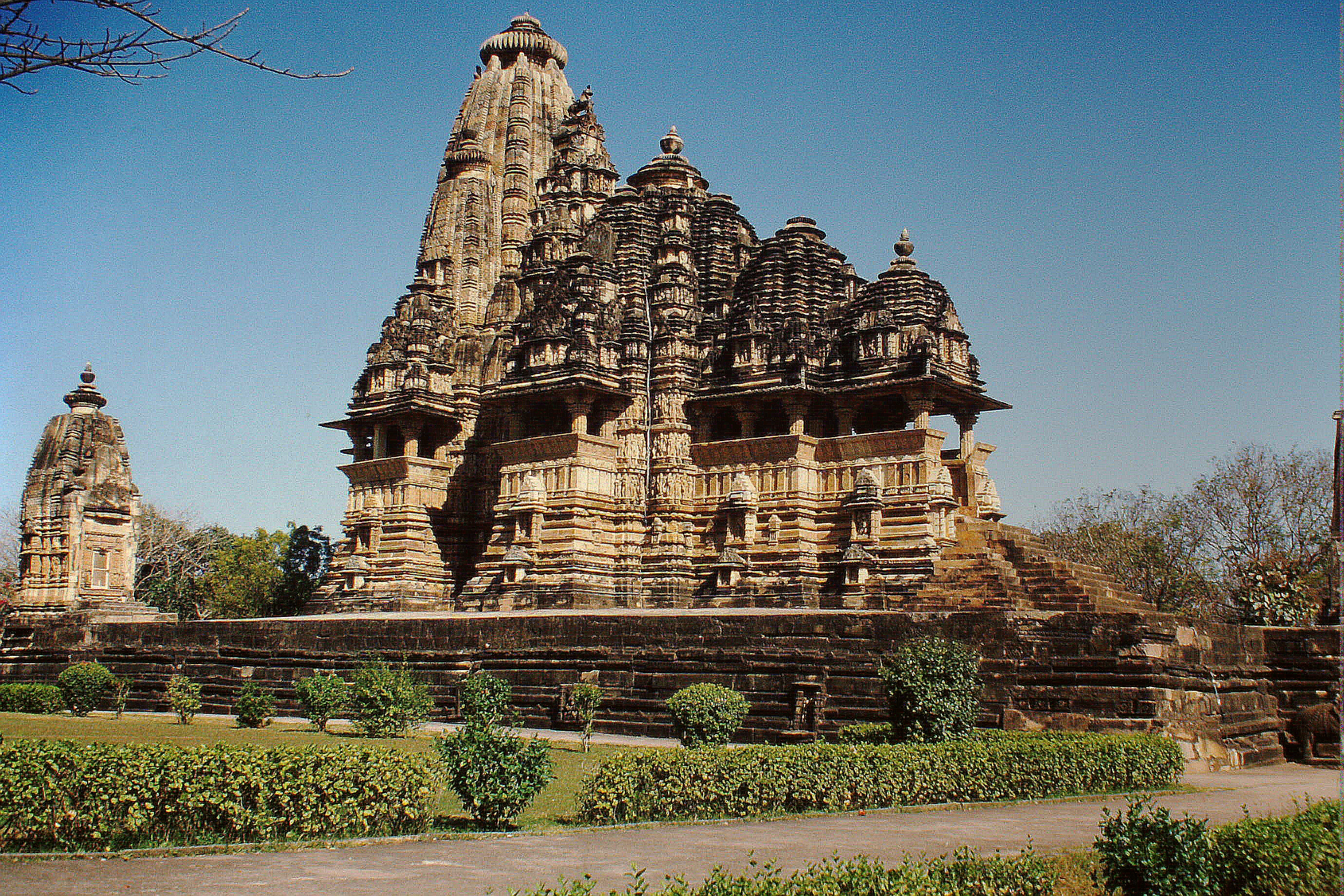
Der Vishvanatha-Tempel (ca. 1000) ist Shiva als dem „Herrn der Welt“ geweiht. Er besteht wie der ca. 50 Jahre frühere Lakshmana-Tempel aus mehreren Bauteilen (mandapas, antarala und garbhagriha) und ist von einem hohen Shikhara-Turm überhöht. Die mehrstufigen Dachaufbauten der Vorhallen sind dagegen pyramidenförmig gestaltet. Alle Dächer werden von amalaka-Steinen und aufsitzenden kalasha-Krügen überhöht. In der südwestlichen Ecke der Plattform (jagati) steht der sogenannte Parvati-Schrein.

Nahezu alle Tempel Khajurahos wurde von den Herrschern der Chandella-Dynastie zwischen 950 und 1120 erbaut. Die Chandellas waren ein zwischen dem 10. und 16. Jahrhundert regierender Rajputen-Klan, welcher sich um 950 in Gwalior festsetzte. Im 10. und 11. Jahrhundert waren die Chandellas die führende Macht in Nordindien, obwohl sie formell noch bis 1018 Vasallen der Pratihara waren.

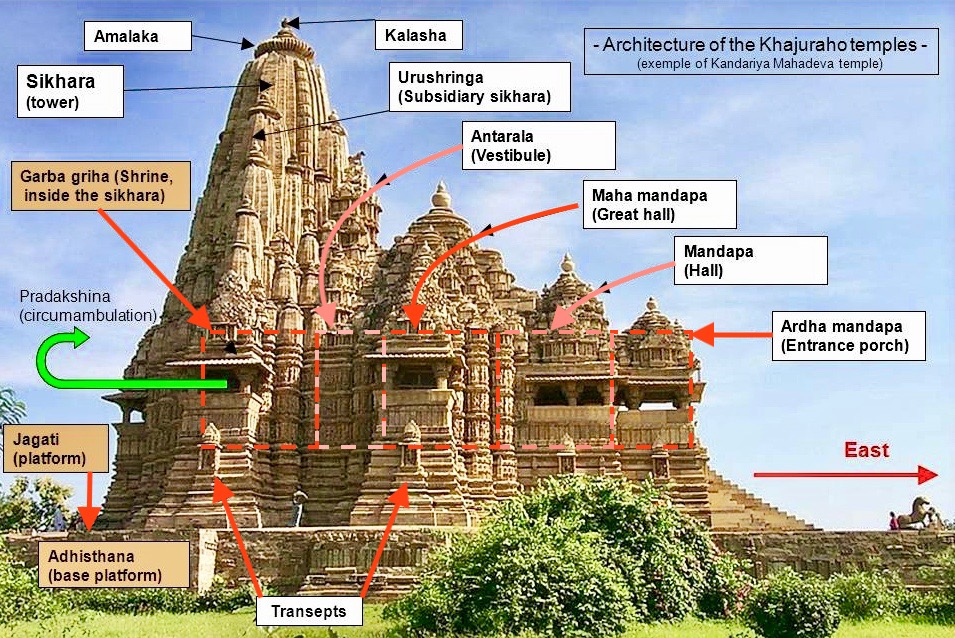
Die einzelnen Tempelbauabschnitte in der Übersicht zur Orientierung

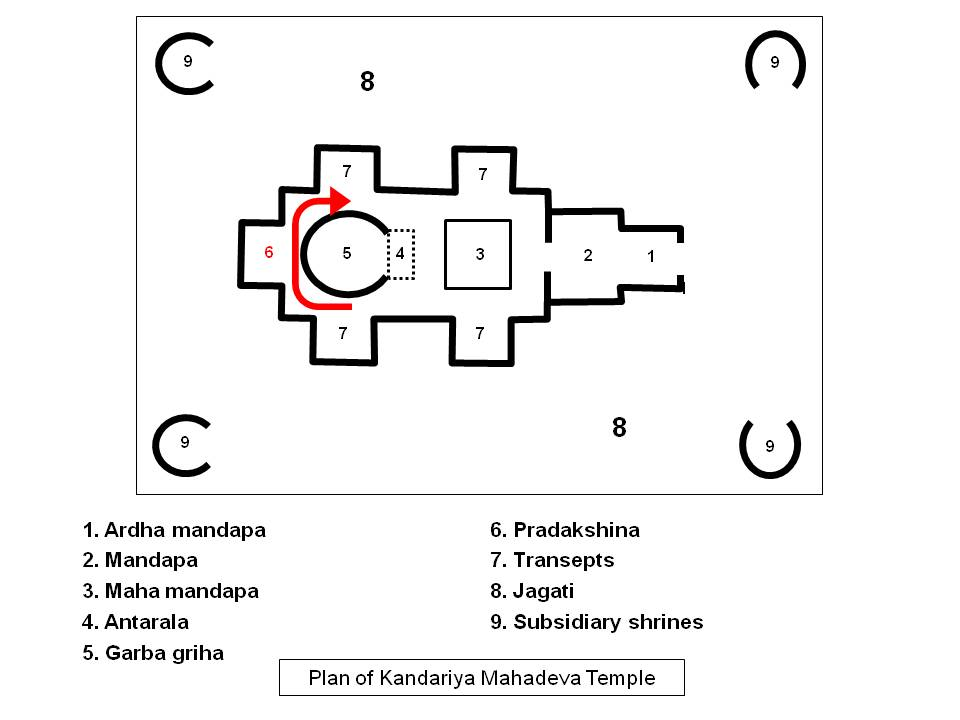
Bauriss des Kandariya Mahadeva Tempels. Es findet sich die 64 pada Felder Anordnung. Der kleinere Khajuraho Tempel nutzt die Felder 9, 16, 36 or 49 des Mandala Plans.

Nach dem Niedergang der Dynastie im 12. Jahrhundert wurden die Tempel von Khajuraho kaum noch oder gar nicht mehr benutzt und blieben dem Vordringen des umliegenden Buschlandes überlassen. Der politisch, militärisch und wirtschaftlich bedeutungslos gewordene Ort lag abseits aller Wege und blieb somit auch in der Zeit des islamischen Eindringens in Nordindien von Zerstörungen verschont. Im 18. und 19. Jahrhundert zählte die einstmals bedeutsame Stadt nur noch etwa 300 Einwohner. Im 19. Jahrhundert wurden die Tempel von den Briten „wiederentdeckt“. Zu Beginn des 20. Jahrhunderts begannen systematische Sicherungs- und Restaurierungsarbeiten, die schließlich zur Wiederherstellung dieses einzigartigen Architektur-Ensembles führten.

## Tempel

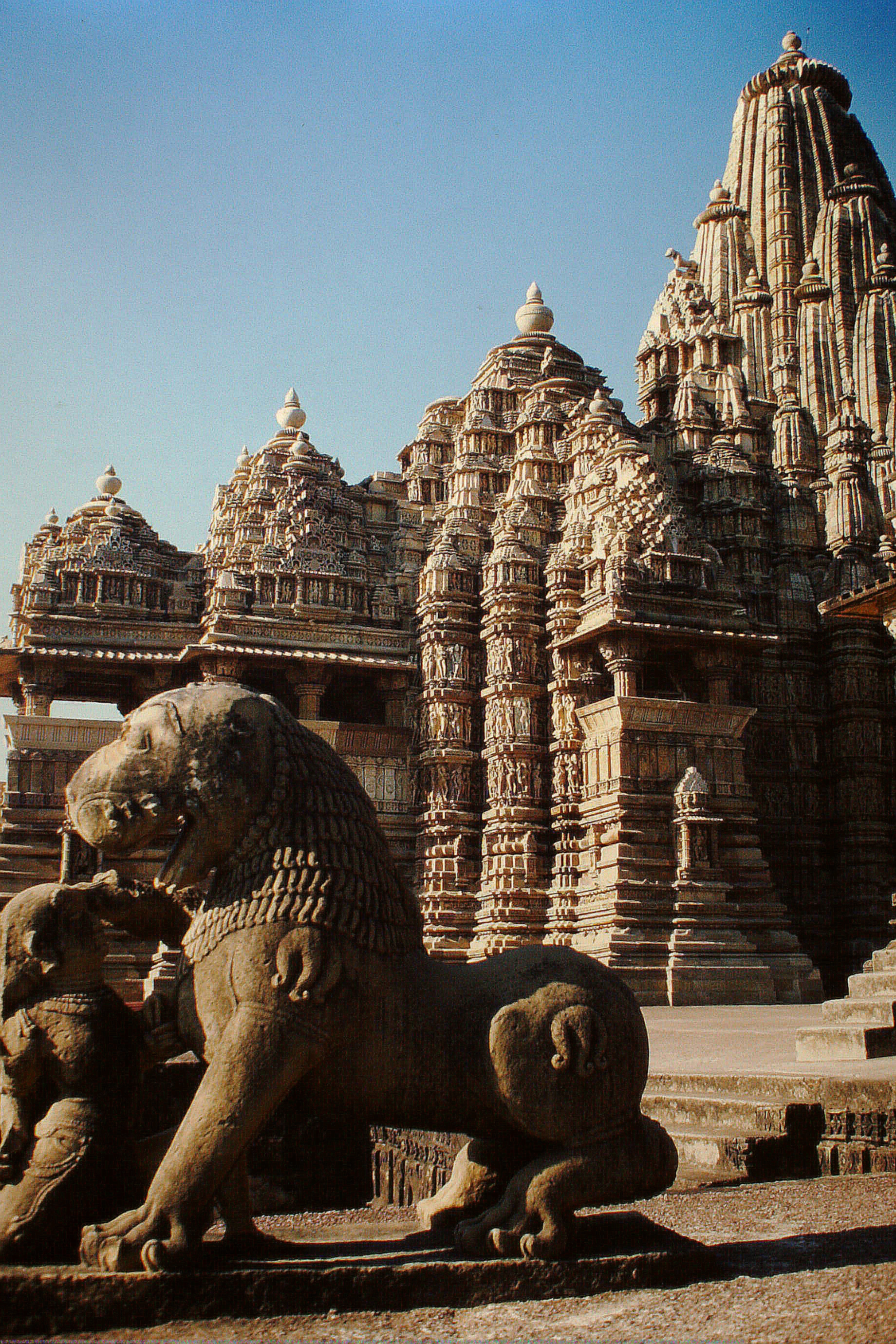
Der dem Gott Shiva geweihte Kandariya-Mahadeva-Tempel (ca. 1050) mit dem höchsten aller Shikhara-Türme gilt als Höhepunkt der Baukunst von Khajuraho. Im Vordergrund kniet eine menschliche Figur, die mit einem Dolch einen scheinbar übermächtigen Löwen tötet – das Emblem der Chandella-Dynastie findet sich an vielen Tempelbauten in Khajuraho.

Ursprünglich gab es in Khajuraho etwa 80 Tempelbauten verstreut auf einer Gesamtfläche von ca. 21 Quadratkilometern – heutzutage sind davon nur noch etwa 20 erhalten, von denen die meisten in zwei Gruppen stehen. Die Mehrzahl der Tempel ist den hinduistischen Hauptgöttern geweiht, einige den Jaina-Tirthankaras. Buddhistische Bauten gab es in Khajuraho wohl nicht, jedenfalls wurden keine buddhistischen Skulpturen entdeckt.
Alle Tempel stehen auf 1,50 bis 3 Meter hohen Plattformen (jagatis), die das Bauwerk vor Witterungseinflüssen (Monsunregen) und freilaufenden Tieren schützten. Hinzu kommt eine Sockelzone, die bei den späteren Tempeln (ab ca. 950) mehrfach gestuft ist und durchaus nochmals drei Meter hoch sein kann. Plattform und Sockel tragen natürlich auch zu einer 'Erhöhung' des aufstehenden Bauwerks im übertragenen Sinn bei.
Die Mehrzahl der Tempeleingänge sind nach Osten, also in Richtung der aufgehenden Sonne ausgerichtet, d. h. die Cella (garbhagriha) liegt im Westen. Bei zwei Tempeln ist es umgekehrt: sie orientieren sich nach Westen, d. h. in Richtung der untergehenden Sonne (Lalguan-Mahadeva-Tempel und Chaturbuja-Tempel). Beide Ausrichtungen waren bei indischen Tempeln seit Jahrhunderten möglich und üblich. Die vorderen zwei Begleitschreine des Lakshmana-Tempels liegen einander gegenüber und sind nach Süden bzw. Norden ausgerichtet.

### Westgruppe (Hindu-Tempel)
- Matangeshvara-Tempel (ca. 950)
- Varaha-Tempel (ca. 950)
- Lakshmana-Tempel (ca. 950)
- Devi-Tempel
- Vishvanatha-Tempel (ca. 1000)

* Nandi-Schrein
* Parvati-Schrein
- Devi-Jagadambi-Tempel (ca. 1010)
- Chitragupta-Tempel
- Kandariya-Mahadeva-Tempel (1. Hälfte 11. Jh.)

### Ostgruppe (Jain-Tempel)
- Parsvanatha-Tempel (ca. 960)
- Adinatha-Tempel (ca. 1050)
- Shantinatha-Tempel
- Ghantai-Tempel (ca. 990)

### Einzeltempel (Hindu-Tempel)
- Chausath-Yogini-Tempel (ca. 875)
- Lalguan-Mahadeva-Tempel (ca. 920)
- Brahma-Tempel (ca. 930)
- Khakra-Math-Tempel (ca. 980)
- Vamana-Tempel (ca. 1050)
- Javari-Tempel (ca. 1100)
- Chaturbuja-Tempel (ca. 1120)
- Duladeo-Tempel (ca. 1120)

## Architektur
Die Tempel von Khajuraho bieten die Möglichkeit, auf engstem Raum die Entwicklung der nordindischen Baukunst in einer Zeitspanne von etwa 200 Jahren zu verfolgen – von kleinen (wenig gegliederten, einräumigen und geschlossenen) Tempeln hin zu großen (stark gegliederten, mehrräumigen und offenen) Bauten. Auch die Höhe der Bauten erfährt während dieser Zeit eine enorme Steigerung. Gemeinsam ist nahezu allen Bauten (Ausnahme: Chausath-Yogini-Tempel), dass sie über Dachaufbauten (Shikhara-Türme oder Pyramidendächer) verfügen, die von gerippten amalaka-Steinen und kalasha-Krügen bekrönt werden.

### Frühzeit
Abgesehen vom Chausath-Yogini-Tempel, dem ältesten und vollkommen anderen baulichen Traditionen verpflichteten Tempelbau in Khajuraho, bestehen die frühen Tempel nur aus einer – von einem gestuften Pyramidendach bedeckten – Cella (garbhagriha), der im Fall des Brahma-Tempels noch ein Portalvorbau (antarala), im Fall des Varaha-Tempels und des Matangesvara-Tempels jeweils ein kleiner offener Vorraum (mandapa) vorgesetzt ist. Die Außenwände sind nur geringfügig gegliedert und überwiegend steinsichtig.

### Blütezeit
Die Blütezeit der Tempelarchitektur in Khajuraho beginnt mit dem Lakshmana-Tempel (ca. 930–950), der wahrscheinlich vom Maladevi-Tempel in Gyaraspur und von früheren Tempelbauten in Rajasthan beeinflusst ist, die ihrerseits wiederum allesamt auf die beim Bau des Kalika-Mata-Tempels in Chittorgarh (ca. 700) erstmals entwickelten baulichen Innovationen zurückgeführt werden können. 
Diese sind im Wesentlichen: mehrere hintereinander liegende, aber harmonisch miteinander verbundenen Bauteile (mandapas, antarala und garbhagriha); gleiche Grundfläche von großer Vorhalle (mahamandapa) und Sanktumsbereich; Cella als eigenständiger Baukörper im Innern; Pfeiler – und nicht mehr Wände – als tragende Stützelemente für die Dachaufbauten – dadurch wurde es möglich, die Räume nach außen hin durch balkonähnliche Vorbauten zu öffnen; mehrfache Abstufung und Gliederung der verbliebenen Wandteile außen wie innen – dadurch treten sie gar nicht mehr als 'Wand' in Erscheinung; Fortsetzung der Außenwandgliederung im Dachaufbau.
Beim Lakshmana-Tempel ist die Cella als eigener, innenliegender Baukörper gestaltet und von einem Umgang (pradakshinapatha) umgeben. Der gesamte Sanktumsbereich sowie seine vier Nebenschreine werden – erstmals in Khajuraho – von steil und hoch aufragenden Shikhara-Türmen überhöht; die weniger wichtigen Vorhallen werden auch weiterhin von den insgesamt flacheren, pyramidenförmigen Dächern bedeckt, so dass eine architektonische Steigerung der Tempel – einem Gebirge durchaus vergleichbar – hin zur Cella erreicht wird.
Die wichtigsten Nachfolgebauten des Lakshmana-Tempels sind der Vishvanatha-Tempel (ca. 1000) und der Kandariya-Mahadeva-Tempel (ca. 1050), bei denen wegen der vielfältigen architektonischen Gliederungen und des dichten Skulpturenprogramms eine Stein- bzw. Wandsichtigkeit nicht mehr gegeben ist.

## Skulpturen

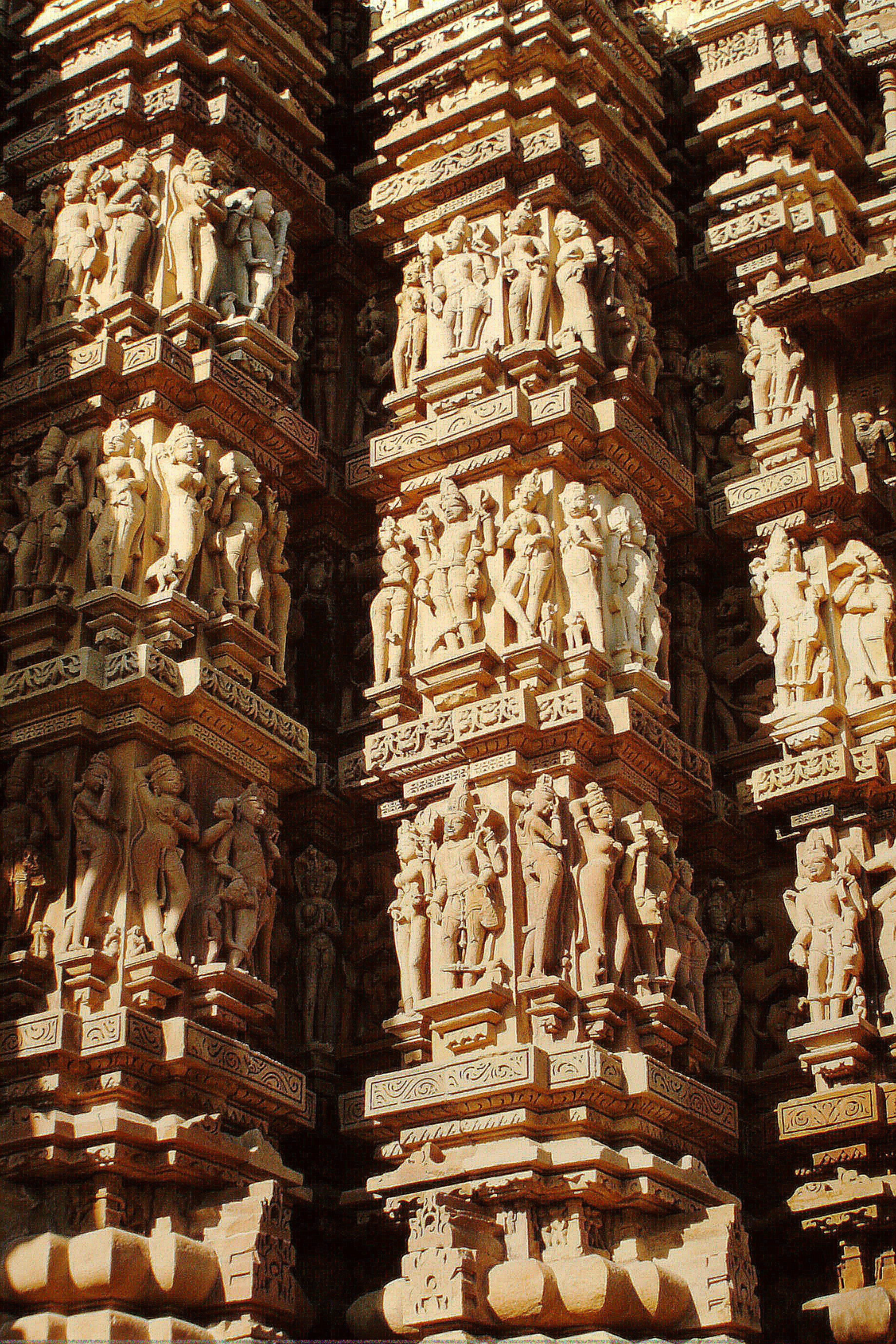
Jeder Bauteil des Kandariya-Mahadeva-Tempels ist mit beinahe vollplastischen und somit lebensnah wirkenden Figuren überzogen – sogar die weitgehend im Dunkeln liegenden Ecknischen. Eine Stein- oder gar Wandsichtigkeit ist nicht mehr gegeben.

Auch im Hinblick auf die Entwicklung der indischen Skulptur bieten die Tempel von Khajuraho einen Überblick über ca. 200 Jahre indischer Kunstgeschichte – von den in Architekturelemente eingebundenen und eher unbewegt und statisch erscheinenden Reliefdarstellungen der Frühzeit bis hin zu den beinahe freiplastisch gearbeiteten und durch ihre Posenvielfalt nahezu lebendig wirkenden Figuren.
Zur Geschichte, Funktion und Bedeutung der erotischen Skulpturen siehe mithunas und Kandariya-Mahadeva-Tempel.

### Frühzeit
Die nur wenig gegliederten Außenwände der frühen Tempel von Khajuraho zeigen kaum figürlichen oder ornamentalen Schmuck. Dieser ist, noch stark reliefgebunden, auf die Portale (Lalguan-Mahadeva-Tempel, Brahma-Tempel) sowie auf einige Fensternischen (Matangeshvara-Tempel) beschränkt. 
Erotische Skulpturen sind in den frühen Tempeln noch nicht zu finden.

### Blütezeit
Auch hier ist es der Lakshmana-Tempel, der für Khajuraho neue Zeichen setzt: Während die Außenwände der Vorhallen nur wenig figürliche Reliefs zeigen, sind die Wände des Sanktums überreich mit Skulpturen geschmückt. Darunter finden sich Götterfiguren (devas oder devis), „schöne Mädchen“ (surasundaris) und Liebespaare (mithunas); auch die ersten erotischen Skulpturen sind in den unteren (erdnahen) Feldern der Mittelregister sowie im Figurenfries der Plattform zu sehen. Die mittleren Felder zeigen dagegen zärtliche Liebespaare mit kleineren Begleitfiguren, die oberen Götterfiguren. Eine Hierarchie der Figurenanordnung ist also deutlich wahrnehmbar. Bei den unmittelbaren Nachfolgebauten (Vishvanatha-Tempel, Jagadambi-Tempel und Kandariya-Mahadeva-Tempel) nimmt die Anzahl der Figuren und somit auch der erotischen Darstellungen zu.
Bei den Jain-Tempeln und den späteren Hindu-Tempeln sind kaum noch erotisch-sexuelle Darstellungen zu finden; hier überwiegt die Anzahl der Götterfiguren manchmal sogar die der „schönen Mädchen“.

## Tempelteiche
In unmittelbarer Nähe der Westgruppe, aber außerhalb der eingezäunten Kernzone befinden sich zwei ganzjährig wasserführende Tempelteiche – der Shivsagar-Tank beim Matangeshvara-Tempel und der Chopra-Tank beim Chitragupta-Tempel.

## Archäologisches Museum
Zu den Sehenswürdigkeiten im Bereich des Tempelbezirks von Khajuraho gehört auch das im Ortskern gelegene Archäologische Museum (auch Rani Durgavati-Museum genannt). Es beherbergt einige sehr schöne Skulpturen, die im Rahmen der Ausgrabungs- und Restaurierungsarbeiten gefunden und hierher verbracht wurden, weil sie keinem der erhaltenen Tempelbauten direkt zuzuordnen waren.

## Skulpturengalerie

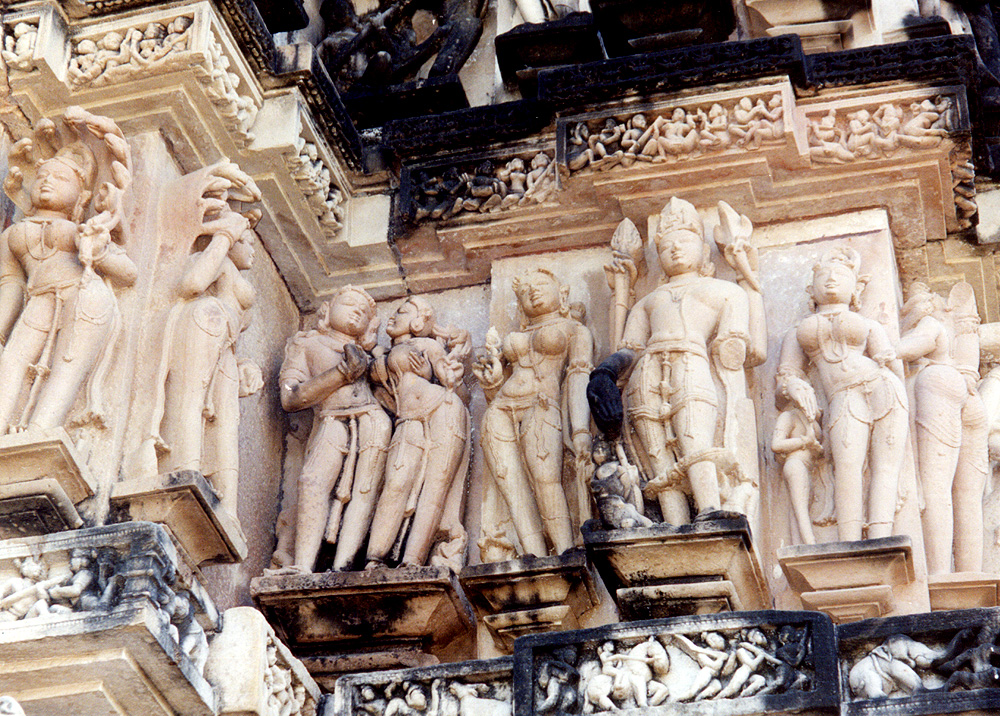
Tempelfries
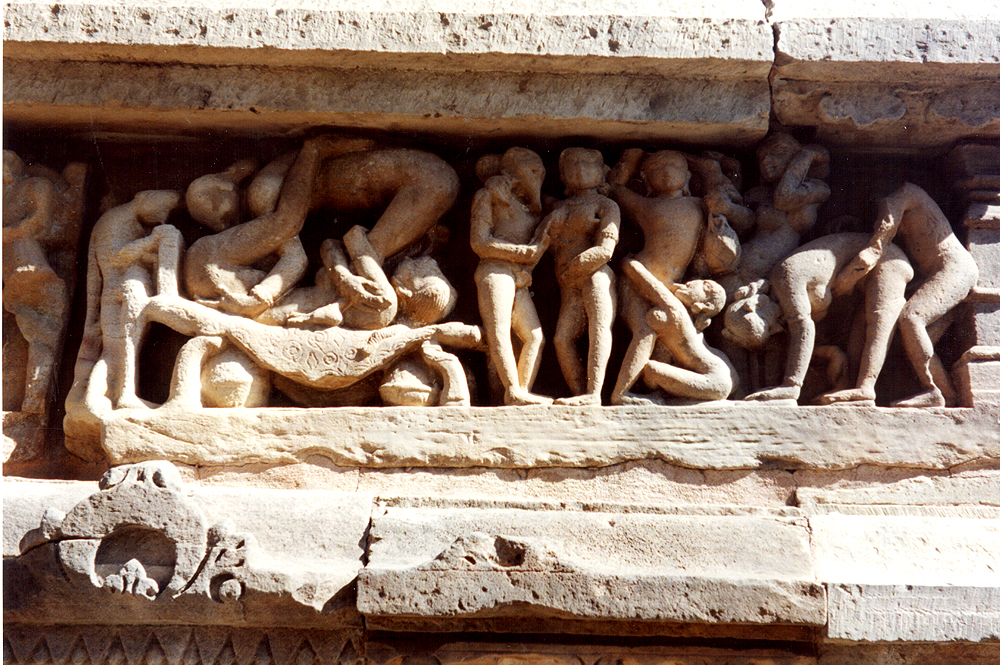
Tempelfries mit erotischen Darstellungen
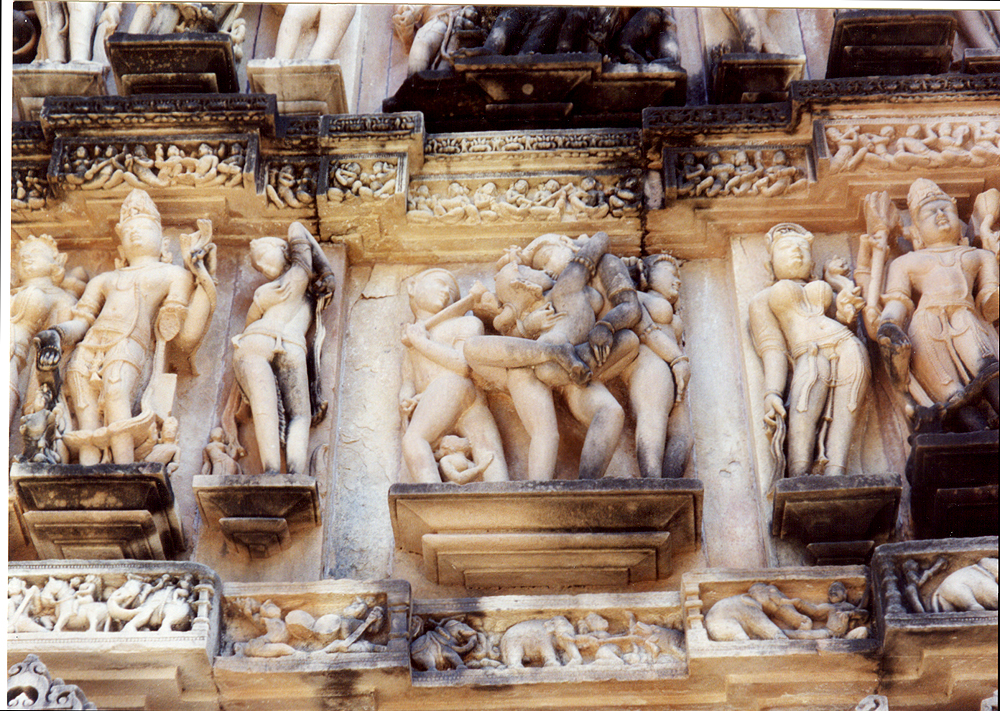
Erotische Szenen
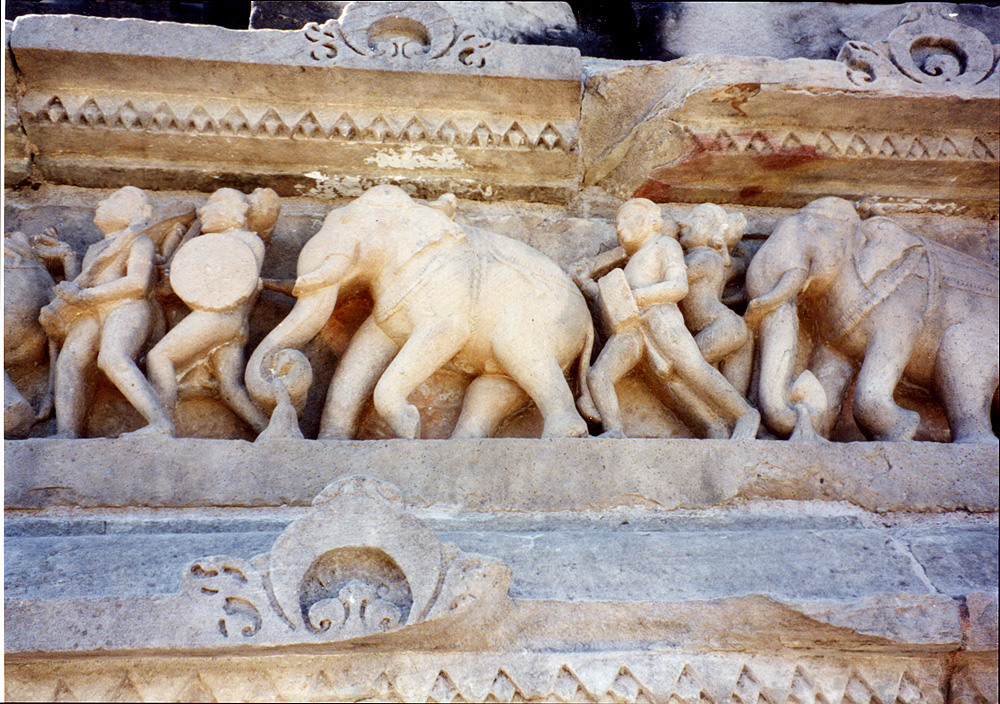
Musikantenfries
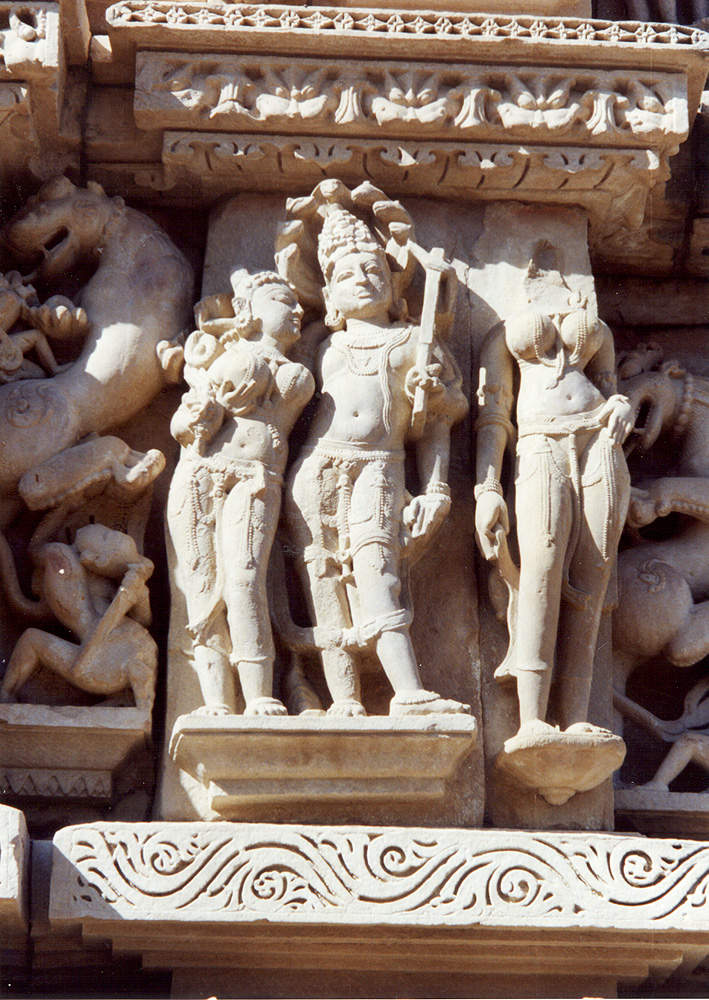
Tempelfries
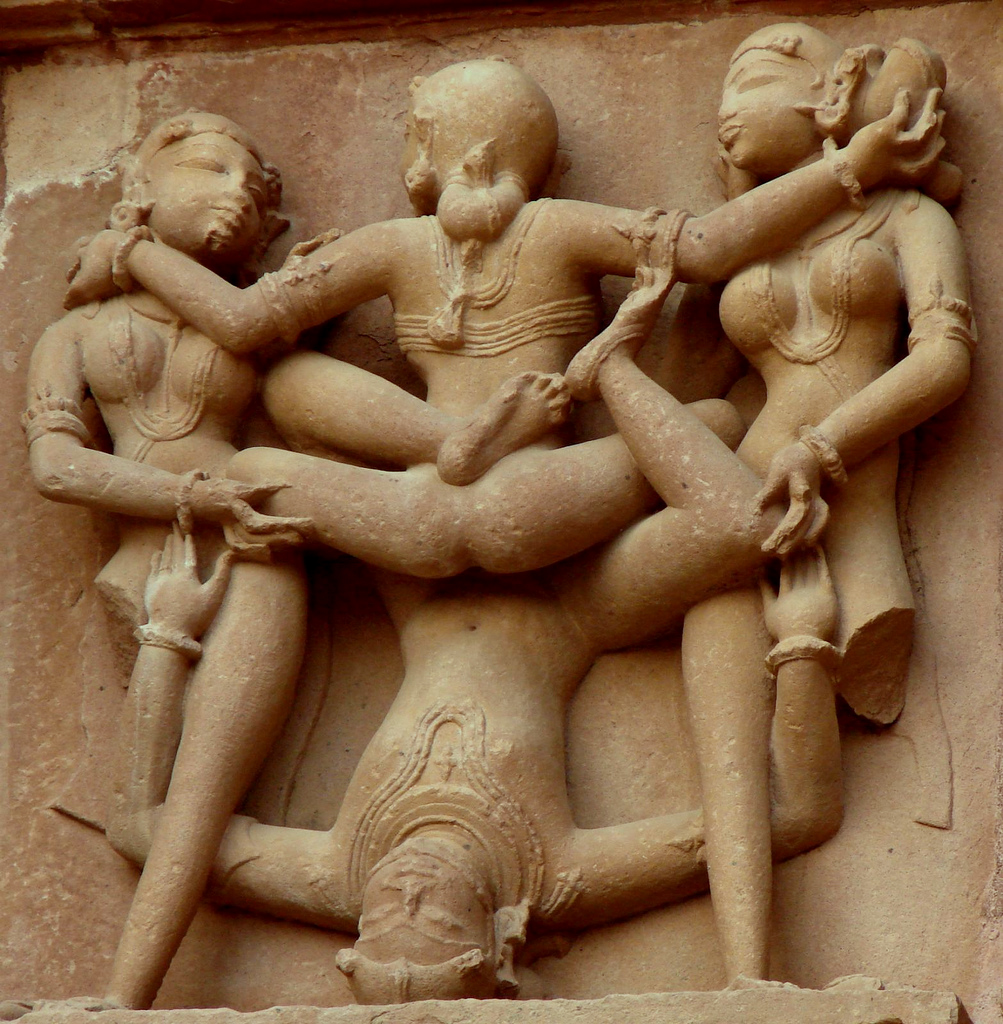
Erotische Szene
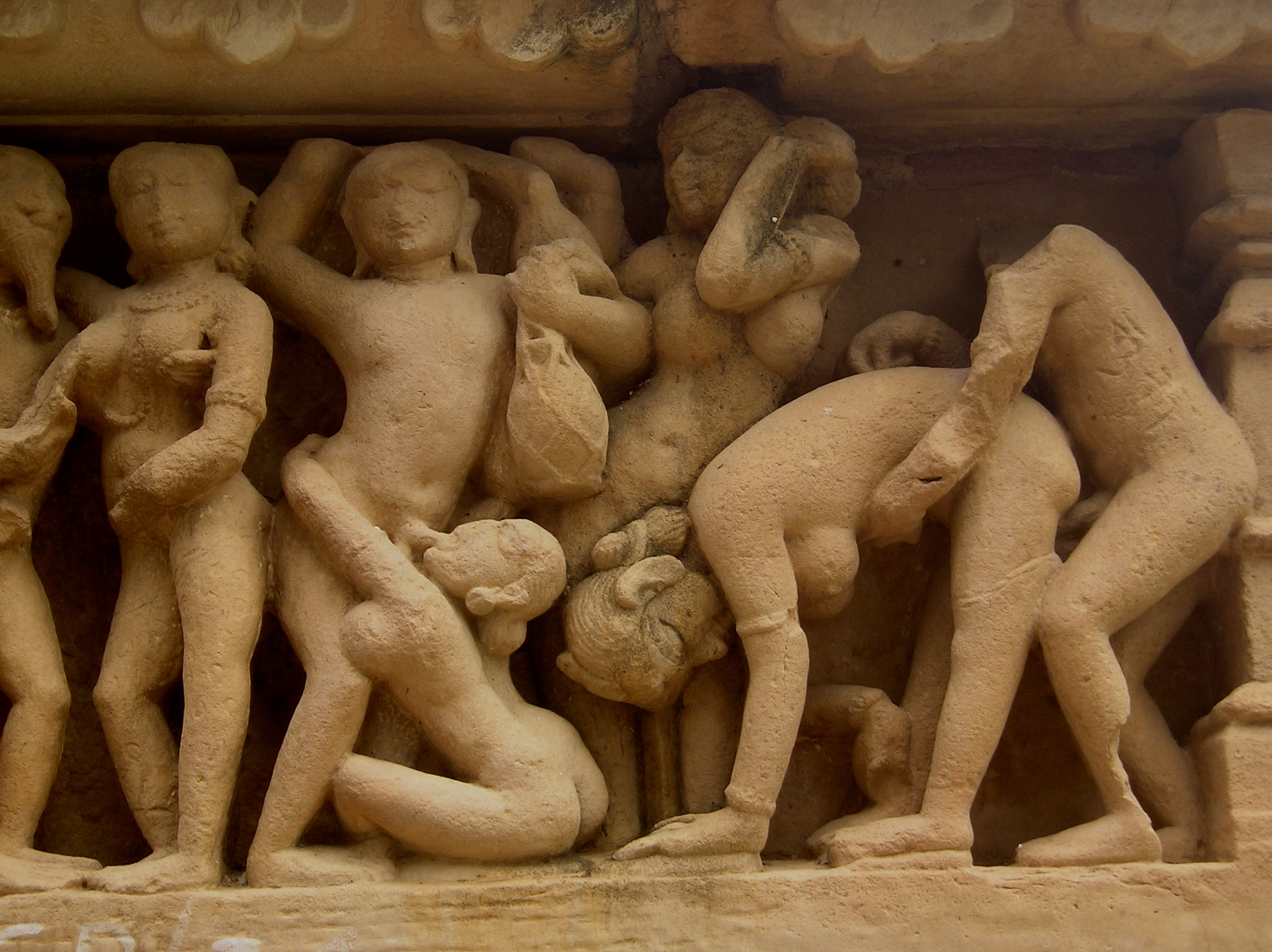
Erotische Szene
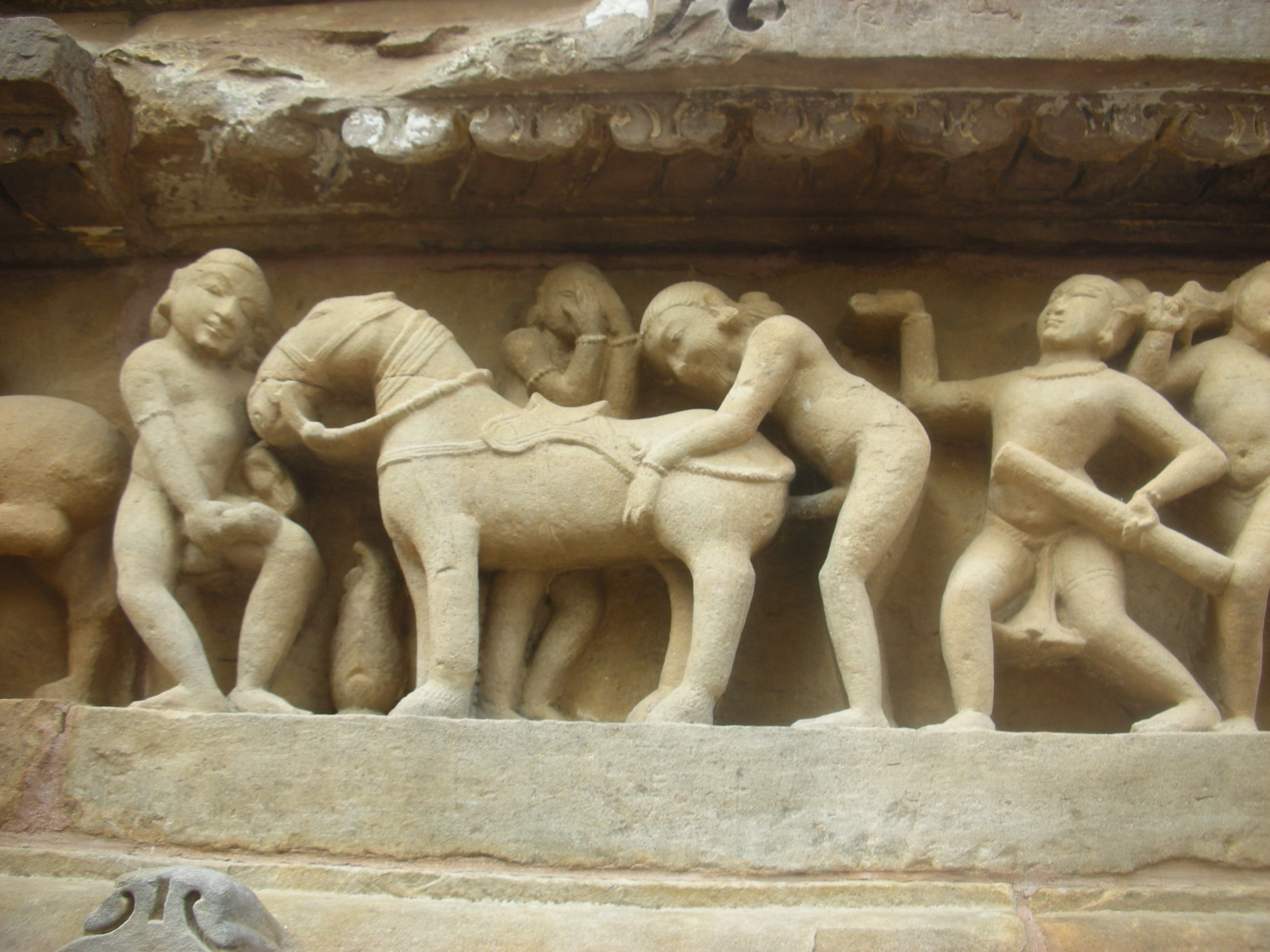
Erotische Szene, Sodomie
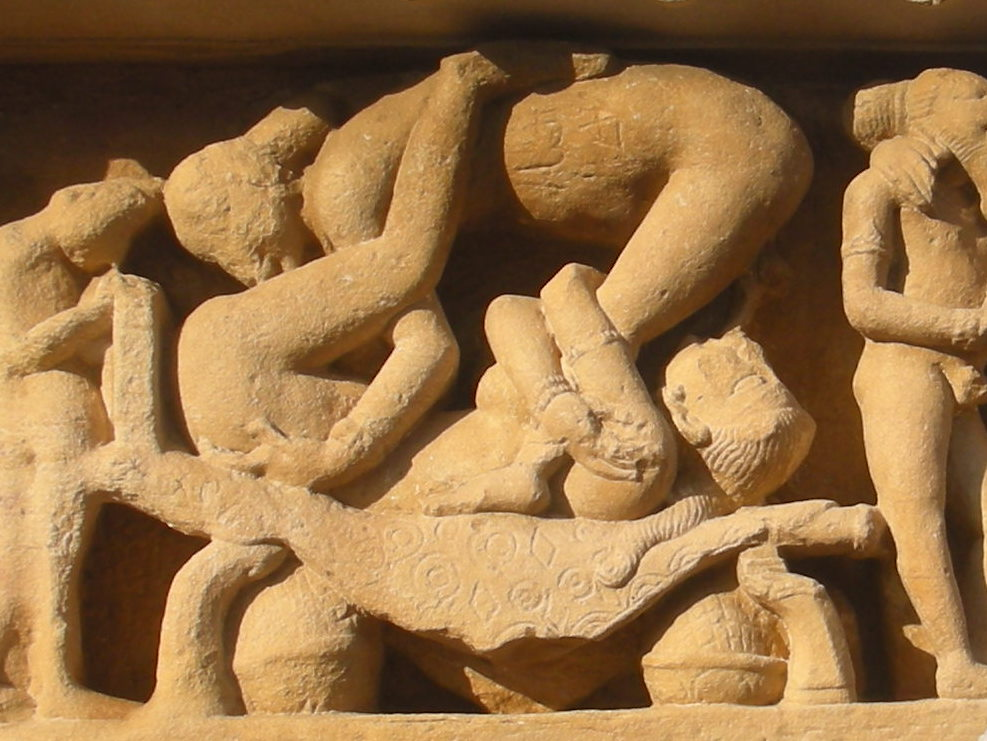
Erotische Szene
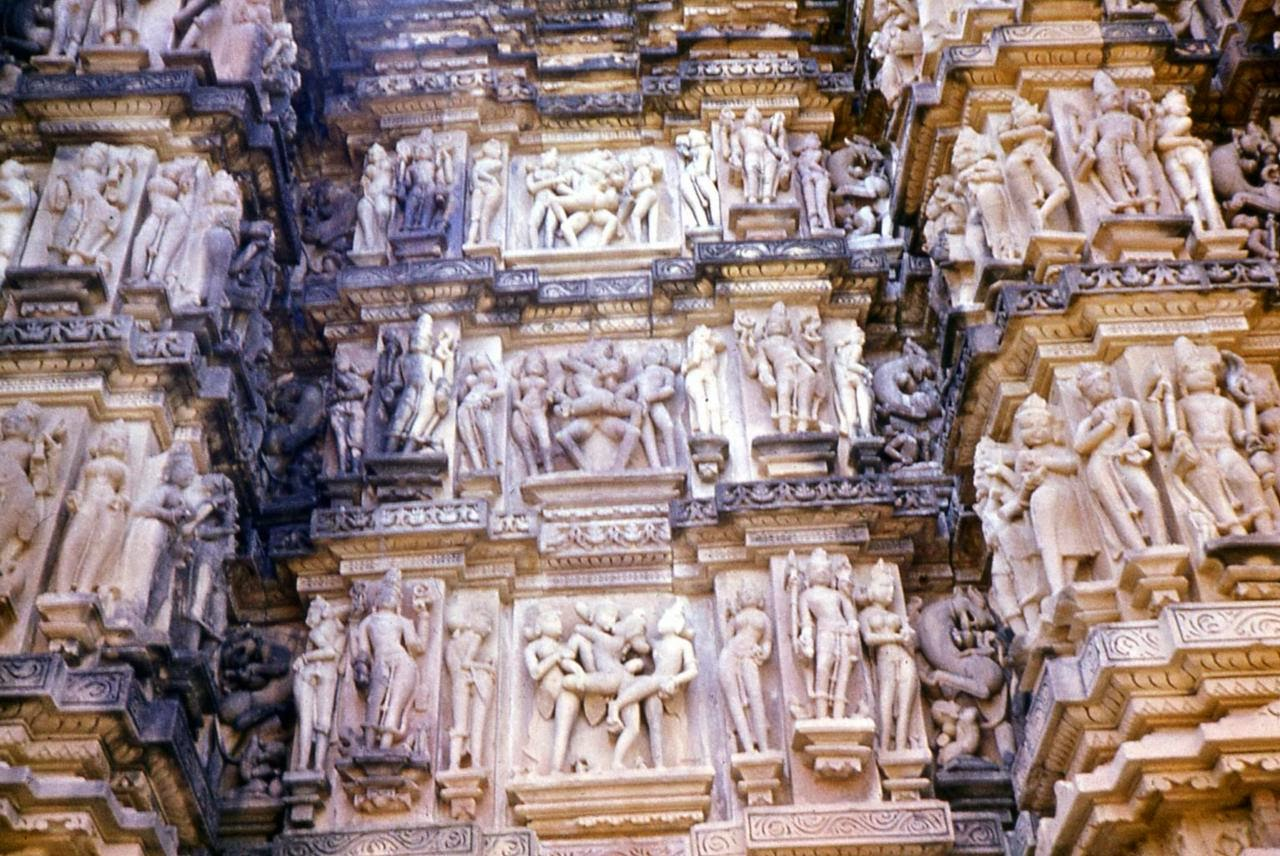
Erotische Skulpturen